# ジュンガル旗
ジュンガル旗（ジュンガルき、モンゴル語：ᠵᠡᠭᠦᠨᠭᠠᠷ
ᠬᠣᠰᠢᠭᠤ　転写：Jegünɣar qosiɣu）は、中華人民共和国内モンゴル自治区オルドス市に位置する旗。
石油と石炭を産する鉱山地区で、石炭の埋蔵量は200億トン以上に達する。2000年代以降、この旗では水利建設を主とした民生鉱業が発展している。

## 行政区画
- 街道:興隆街道、迎沢街道、藍天街道、友誼街道
- バルガス（鎮）
  - 薛家湾鎮
  - 沙圪堵鎮
  - 大路鎮
  - ヌルスン・バルガス（納日松鎮）
  - 竜口鎮
  - ジュンガル・ジョー・バルガス（準格爾召鎮）
  - 魏家峁鎮
- ソム（蘇木）：ボルトホエ・ソム（布爾陶亥蘇木）
- 郷（シャン）
  - ハルジャタイ・シャン（暖水郷）
  - 十二連城郷